# Tapisciaceae
Die Tapisciaceae sind eine kleine Pflanzenfamilie innerhalb der kleinen Ordnung der Huerteales. In dieser Familie gibt nur zwei Gattungen mit nur fünf bis sechs Arten.

## Vorkommen
Die Familie besitzt ein disjunktes Areal: Die Heimat der Tapiscia-Arten ist China, die Huertea-Arten sind auf den Karibischen Inseln und im nördlichen Südamerika beheimatet.
Fossile Früchte von ausgestorbenen Familienvertretern aus dem Eozän wurden in England und Deutschland gefunden.

## Beschreibung
Es sind laubabwerfende Bäume. Die wechselständig und spiralig angeordneten Laubblätter gestielt und unpaarig gefiedert mit fünf bis sieben Fiederblättchen oder dreiteilig gefingert. Die Fiederblättchen besitzen einen gezähnten bis gekerbten Rand. Nebenblätter sind meist vorhanden. 
Sie sind androdiözisch, das bedeutet es gibt männliche und zwittrige Pflanzen bei einer Art. Die Blüten stehen in achselständigen, rispigen Blütenständen zusammen. Die kleinen, radiärsymmetrischen und fünfzähligen Blüten besitzen ein doppeltes Perianth und sind männlich oder zwittrig. Der Blütenbecher (Hypanthium) ist kurz. Die fünf Kelchblätter sind meist nur kurz röhrig verwachsen. Die fünf freien Kronblätter sind gelb oder weiß. Es ist nur der äußere Kreis mit je fünf freien, fertilen Staubblättern vorhanden. Der Pollen ist colpat. Der Diskus ist klein oder fehlt. Zwei Fruchtblätter sind zu einem synkarpen, oberständigen Fruchtknoten verwachsen mit nur einer Samenanlage. Es sind zwei spreizende Griffel oder ein zweilappiger Griffel vorhanden. 
Es werden Steinfrüchte oder Beeren gebildet mit einer fleischigen oder ledrigen Fruchtwand. Diese benötigen mindestens ein Jahr zur Reife.

## Systematik
Die beiden Gattungen wurden früher in der Unterfamilie Tapiscioideae der Familie der Staphyleaceae (DC.) Lindl. oder die Familie der Tapisciaceae der Ordnung der Sapindales zugeordnet.
In der Familie der Tapisciaceae gibt nur zwei Gattungen mit nur fünf bis sechs Arten:
- Huertea Ruiz & Pav.: Mit Diskus. Die Heimat sind die Karibischen Inseln und das nördliche Südamerika. Mit etwa vier Arten:
  - Huertea cubensis Griseb.: Mexiko, Honduras, Große Antillen.[2]
  - Huertea glandulosa Ruiz & Pav.: Nordwestliches Venezuela.[2]
  - Huertea granadina Cuatrec.: Kolumbien bis Venezuela.[2]
  - Huertea putumayensis Cuatrec.: Südliches Kolumbien.[2]

- Tapiscia Oliv.: Ohne Diskus. Die steinfruchtähnlichen Beeren benötigen mindestens acht Monate zum Reifen. Die Vorkommen liegen nur in China. Mit ein bis zwei Arten:
  - Tapiscia sinensis Oliver: Diese Art gedeiht in Höhenlagen zwischen 500 und 2200 Meter in Anhui, Fujian, Guangdong, Guangxi, Guizhou, Hubei, Hunan, Jiangxi, Sichuan, Yunnan und Zhejiang.
  - Tapiscia yunnanensis W.C.Cheng & C.D.Chu: Diese Art gedeiht in Höhenlagen zwischen 1500 und 2300 Metern in Hubei, Sichuan und Yunnan.

Ein Synonym für Tapisciaceae Takht. ist Huerteaceae Doweld.
Der wissenschaftliche Name der Typgattung Tapiscia ist ein Anagramm zu Pistacia. Er wurde wegen einer angenommenen Ähnlichkeit der Pflanzengruppen gewählt.